# Waldbrände in New Mexico 2022

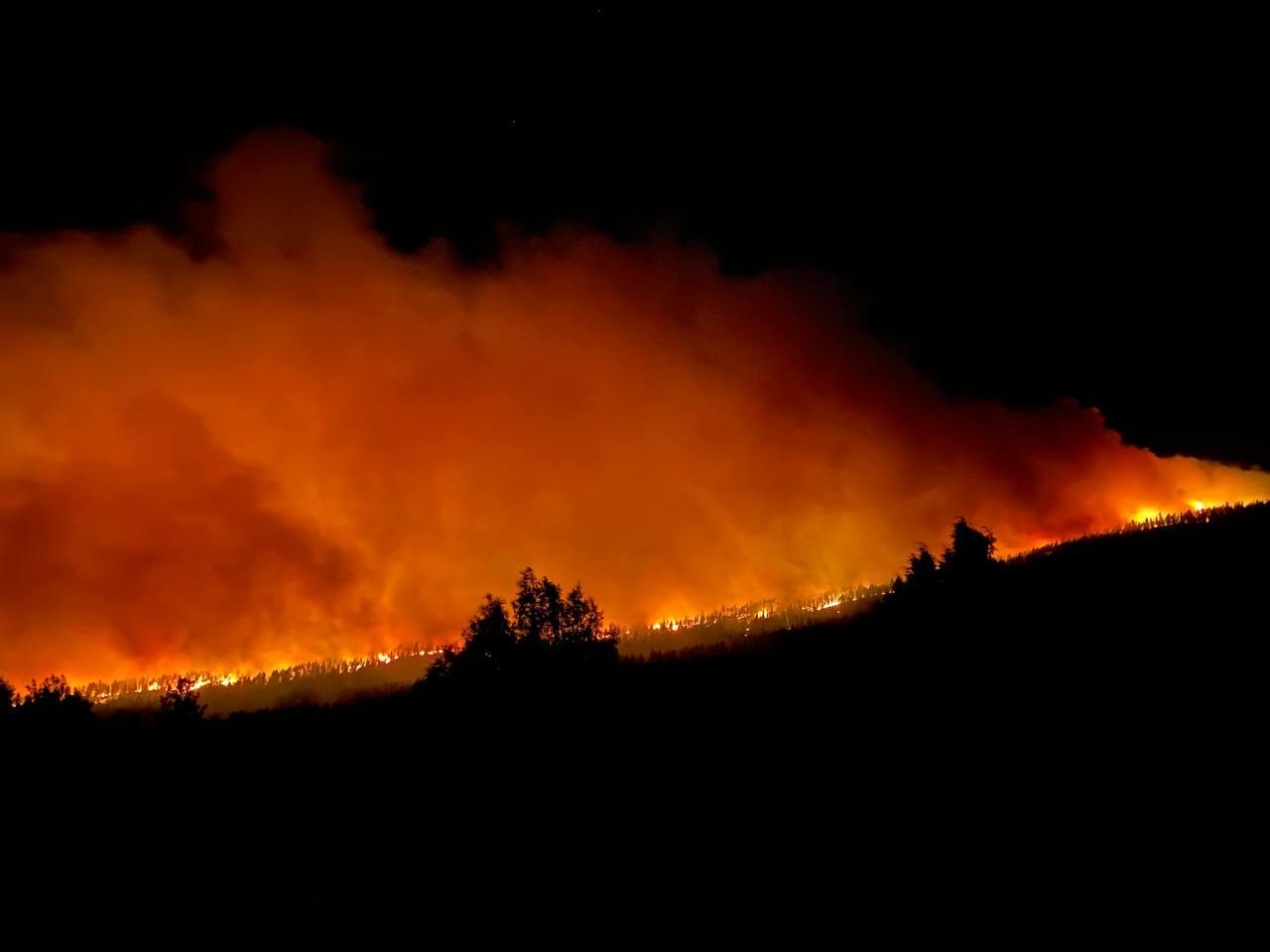
Teile des Calf Canyon/Hermits Peak Fire am 9. Mai 2022

Rauchsäulen verschiedener Feuer am 29. April 2022

Die Waldbrandsaison in New Mexico 2022 war eine Serie von Waldbränden im amerikanischen Bundesstaat New Mexico. Sie begann rund zwei Wochen früher als üblich und verbrannte bis zum 24. August 2022 eine Fläche von mehr als 3660 km² (904.422 Acre), mehr als dreimal so viel wie in einer normalen Saison. Im Durchschnitt verbrennen in New Mexico jährlich ca. 260.000 Acre Land (ca. 1050 km²). Infolge der Brände mussten Zehntausende Menschen evakuiert werden, Hunderte Häuser wurden zerstört.
Ungewöhnlich ist neben der großen betroffenen Fläche auch das Auftreten zweier außerordentlich großer Brände in einer Saison. Von 1990 bis 2021 erreichten nur vier Feuer in New Mexico eine Größe von mehr als 100.000 Acre: das größte davon war das Whitewater-Baldy Fire aus dem Jahr 2012, das auf eine Größe von 297.845 Acre bzw. 1206 km² anwuchs. Es folgten das Las Conchas Fire 2011 (156.593 Acre/633 km²), das Silver Fire 2013 (138.546 Acre/560 km²) und das Donaldson Fire 2011 (101.563 Acre/411 km²). Kein einziges Feuer erreichte eine Größe von mehr als 300.000 Acre. Demgegenüber stehen in der Saison 2022 mit dem Calf Canyon/Hermits Peak Fire und dem Black Fire gleich zwei außergewöhnlich große Brände, die beide mit mehr als 300.000 Acre (über 1200 km²) alle vorherigen Brände an Größe übertrafen und damit zu den beiden größten Feuern in dem Bundesstaates seit Beginn systematischer Aufzeichnungen wurden.

## Verlauf
Anfang April lösten Feuerwehrleute durch außer Kontrolle geratenes kontrolliertes Abbrennen von Vegetation das Calf Canyon/Hermits Peak Fire aus, das sich in den folgenden Wochen zum größten Feuer in der aufgezeichneten Geschichte New Mexicos entwickelte. Es zerstörte neben einer Menge weiterer Gebäude mindestens 330 Wohngebäude und verursachte einen Sachschaden von einigen Hundert Millionen US-Dollar. Mitte April, und damit früh für die Waldbrandsaison in New Mexico, brachen das The McBride Fire und das Nogal Fire aus, die anschließend Ruidoso und umliegende Siedlungen bedrohten. Diese Brände zerstörten Hunderte von Wohngebäuden und machten ihre Bewohner obdachlos. Zwei Menschen starben durch das McBride Fire. Ende April brach das Cerro Pelado Fire aus, das anschließend über 45.000 Acre Fläche verbrannte. Anfang Mai kam das Bear Trap Fire hinzu, das auf eine Fläche von mehr als 38.000 Acre anwuchs. Mitte Mai brach schließlich, ebenfalls durch menschliche Aktivitäten, das Black Fire aus, das rasch an Größe gewann und sich zum drittgrößten Feuer New Mexicos ausdehnte. Am 9. Juni übertraf es das Whitewater-Baldy Fire und wurde somit nach dem parallel weiter nördlich brennenden Calf Canyon/Hermits Peak Fire zum zweitgrößten Feuer in New Mexico seit Beginn der Aufzeichnungen.
Bis zum 10. Juni 2022 verursachten alleine das Calf Canyon/Hermits Peak Fire und das Black Fire, deren Fläche zusammen zu dem Zeitpunkt annähernd der des Bundesstaates Rhode Island entsprach, Brandbekämpfungskosten von mehr als 220 Mio. Dollar.

## Dürre

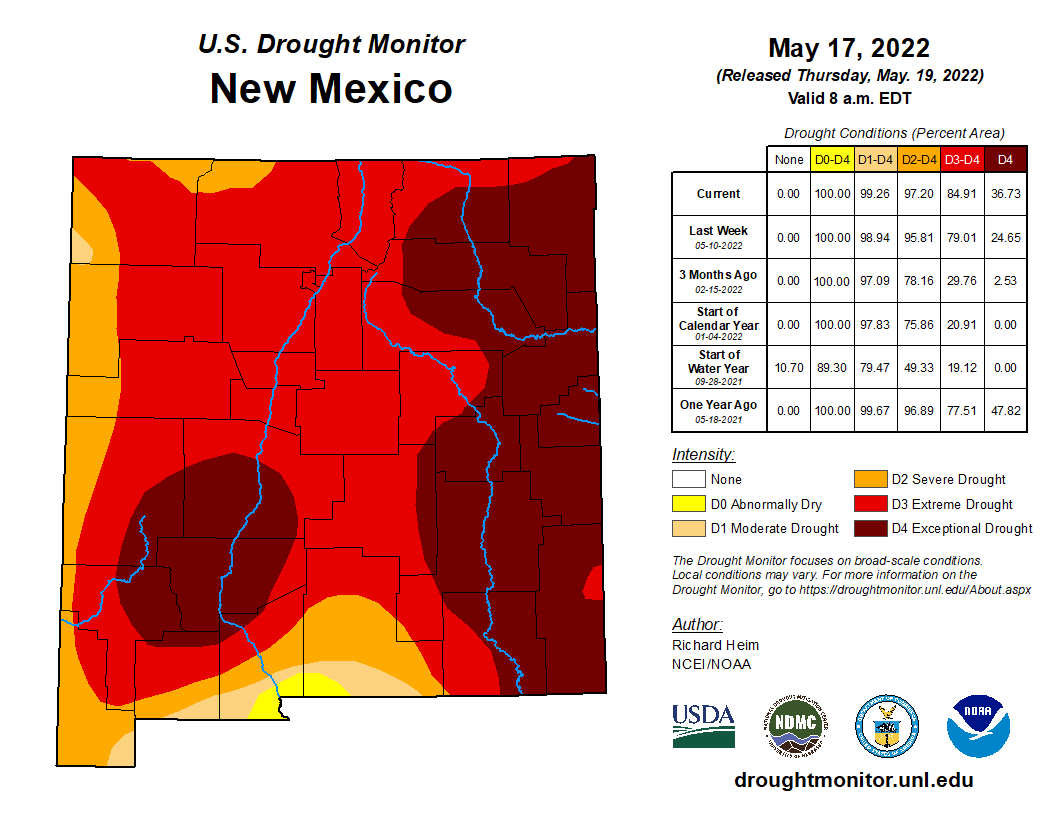
Dürre in New Mexico, 17. Mai 2022.

Eine große Rolle in der Brandsaison 2022 spielt die langjährige Dürre im Südwesten der USA, die sehr viel trockenen Brennstoff zur Verfügung stellt, und in Kombination mit starken Winden große Waldbrände begünstigt. Die vergangenen 20 Jahre waren in den südwestlichen USA die trockensten in den vergangenen 12 Jahrhunderten, was primär vom gegenwärtigen Klimawandel verursacht wurde.  Durch die höheren Temperaturen infolge des Klimawandels verdunstet mehr Wasser aus bereits von Dürre betroffenen Böden. Dies wiederum führt dazu, dass Vegetationsbrände sowohl häufiger auftreten als auch intensiver brennen.
Mit Stand 17. Mai 2022 herrschte in mehr als 99 % von New Mexico eine Dürre, ca. 85 % der Landesfläche waren von einer extremen oder außergewöhnlichen Dürre betroffen, den beiden höchsten Dürrekategorien (siehe Grafik). Anfang Juni herrschte in fast der Hälfte des Bundesstaates eine außergewöhnliche Dürre, die höchste Dürrekategorie in der Skala.

## Folgen
Aufgrund der Waldbrandlage in New Mexico erklärte US-Präsident Joe Biden den Katastrophenfall für den Bundesstaat und besuchte den Staat im Juni 2022. Die bei den Bränden freigesetzten Schadstoffe sowie Feinstaub, Ruß und Asche stellen nicht zuletzt für Personen mit Vorerkrankungen ein erhebliches Gesundheitsrisiko dar. Am 9. Mai 2022 rief US-Gesundheitsminister Xavier Becerra aufgrund der Brände den Gesundheitsnotstand in New Mexico aus. Mehrere Nationalparks wurden ganz oder teilweise für die Öffentlichkeit geschlossen, um angesichts der extremen Trockenheit und der damit einhergehenden Feuergefahr das Risiko für das Entstehen weiterer Brände zu senken.
Infolge der Brände stieg auch die Gefahr Folgeschäden durch (Stark)-Regenereignisse. Im Juni 2022 warnte beispielsweise der National Weather Service, dass im Bereich der Brandnarben der Feuer bereits ca. 6 Liter Niederschlag, wie sie beispielsweise bei Gewittern vorkommen, binnen kurzer Zeit Sturzfluten auslösen könnten. Nach Bränden sei der Boden wasserabweisend, sodass Niederschlag zusammen mit Unrat wie Asche, Ruß und Holzteilen schnell abfließe. Erwartet wird zudem, dass die von den Bränden verursachten Umweltschäden die Wasserversorgung des Staates beeinträchtigen werden.

## Liste von Bränden
| Name des Feuers bzw. Komplexes | Beginn        | Fläche in Acre | Fläche in km² | Zerstörte Gebäude             | Ursache                                 | Eindämmung in % | Anmerkungen                                                                      | Beleg / Stand |
| ------------------------------ | ------------- | -------------- | ------------- | ----------------------------- | --------------------------------------- | --------------- | -------------------------------------------------------------------------------- | ------------- |
| Calf Canyon/Hermits Peak Fire  | 6. Apr. 2022  | 341.735        | 1383          | 903                           | fehlgeschlagener kontrollierter Abbrand | 100 %           | größtes und zerstörerischstes Feuer in New Mexico seit Beginn der Aufzeichnungen | [ 18 ]        |
| Black Fire                     | 13. Mai 2022  | 325.136        | 1315          | 5                             | menschliche Ursache                     | 100 %           | zweitgrößtes Feuer in New Mexico seit Beginn der Aufzeichnungen                  | [ 19 ]        |
| Cooks Peak Fire                | 17. Apr. 2022 | 59.359         | 240           | ?                             | menschliche Ursache                     | 100 %           |                                                                                  | [ 20 ]        |
| Cerro Pelado Fire              | 17. Apr. 2022 | 45.605         | 184           | 10                            | unbekannt                               | 100 %           |                                                                                  | [ 21 ]        |
| Bear Trap Fire                 | 1. Mai 2022   | 38.225         | 154           | ?                             | unbekannt                               | 100 %           |                                                                                  | [ 22 ]        |
| Mitchell Fire                  | 22. Apr. 2022 | 25.000         | 101           | ?                             | unbekannt                               | 100 %           |                                                                                  | [ 23 ]        |
| Foster Fire                    | 29. Mai 2022  | 7.598          | 30            | ?                             | menschliche Ursache                     | 100 %           |                                                                                  | [ 24 ]        |
| 380 FRIDAY Fire                | 22. Apr. 2022 | 6500           | 26            | ?                             | unbekannt                               | 100 %           |                                                                                  | [ 25 ]        |
| McBride Fire                   | 12. Apr. 2022 | 6,159          | 25            | 207 plus mehrere Nebengebäude | unbekannt                               | 100 %           | 2 Personen getötet                                                               | [ 27 ]        |
| Arch Fire                      | 17. März 2022 | 5.732          | 23            | ?                             | unbekannt                               | 100 %           |                                                                                  | [ 25 ]        |